# Superior (fumetto)
Superior è una miniserie a fumetti scritta da Mark Millar ed illustrata da Leinil Francis Yu, pubblicata tramite la Icon Comics e facente parte dell'etichetta editoriale Millarworld.

## Storia editoriale
Mark Millar rimase colpito dal lavoro fatto dal Leinil Francis Yu nella miniserie Superman: Birthright della DC Comics e decide di voler lavorare con lui.
La miniserie inizia la sua pubblicazione ad Ottobre 2010 e prosegue mensilmente fino a Gennaio 2011 per poi interrompersi e ritornare con altri due numeri ad Ottobre 2011 concludendosi con il settimo albo a Gennaio 2012. Yu per realizzare la miniserie, e l'immediatamente successiva Supercrooks, ha rinunciato ad avere uno compenso per un periodo di quasi un anno, fiducioso del futuro successo delle due opere. Il disegnatore sottolineò la difficoltà trovata nel creare dal nulla i costumi e l'aspetto di diversi personaggi, impresa più ardua è stata quella di ideare il costume adatto per un supereroe dall'aspetto iconico come Superior, dicendosi però entusiasta del risultato finale delle creazioni realizzate con Millar.
Il personaggio si Simon Pooni compare in altre tre occasioni all'interno delle pubblicazioni del Millarworld: nel finale di Kick-Ass 3 dove incontra Dave Lizewski che gli apre la porta mentre esce da un cinema, nell'albo autoconclusivo Superior: Symptoms pubblicato all'interno dell'antologia Millarworld Annual 2017 e all'interno della miniserie evento Big Game dove viene ucciso da due sicari della Fratellanza di Wesley Gibson, assassinio che viene poi annullato dal viaggio nel tempo compiuto da Hit-Girl.

### Promozione
Prima del lancio della serie, venne effettuata una campagna promozionale che prevedeva una copertina della rivista Wizard e una serie di misteriose immagini in anteprima richiamanti l'iconicità di Superman. Mark Millar ha anche dato ai negozi di fumetti di tutto il mondo la possibilità di guadagnare un annuncio pubblicitario gratuito a tutta pagina nel primo albo della miniserie stampando ed esponendo nei loro negozi poster promozionali dal suo sito ufficiale. Il nome del protagonista è lo stesso del vincitore dell'asta di beneficenza che offriva al vincitore la possibilità di sceglierlo.

### Superior World Record Special
Nell'Aprile 2011 Mark Millar, Leinil Francis Yu, Frank Quitely, Dave Gibbons, John Romita Jr., Paul Cornell, Andy Diggle, Jock, Duncan Fegredo, Sean Phillips e un'altra cinquantina di autori hanno collaborato all'inaugurale Kapow Comic Convention usando il personaggio di Superior per rompere due Guinness World Records: il fumetto più veloce mai prodotto e il maggior numero di creatori che lavorano su un singolo fumetto. The Superior World Record Special (Superior Kapow! Special, Kapow! Guinness World Record Special) è stato scritto, disegnato, inchiostrato e letterato in meno di dodici ore e venduto in edizione limitata di 10000 copie con tutti i proventi delle vendite destinati allo Yorkhill Sick Children's Hospital in Scozia.

## Trama
Simon Pooni, era un ragazzo con una vita quasi perfetta, un sacco di amici a scuola, bell'aspetto e una carriera promettente come giocatore di basket. Ma questo quando poteva ancora muovere le gambe. Ora, convive con la sclerosi multipla, gli mancano tutte le piccole cose che prima dava per scontate, e la sua via di fuga è rifugiarsi nel mondo dei film e dei fumetti con il suo migliore amico, Chris. Il suo idolo è il personaggio dei fumetti Superior, un supereroe buono e altruista nonché invincibile del quale esiste anche una popolare versione filmica. Per quanto Simon cerchi di restare ottimista, la vita è difficile per un menomato specie perché gli resta un solo vero amico ed è perseguitato dai coetanei, in particolare un gruppo di bulli, capitanati dal grassoccio Sharpie.
Una notte, inaspettatamente, Simon riceve una visita da una scimmia parlante vestita in una tuta spaziale corrispondente a Ormon, personaggio di un film noto al ragazzo. La scimmia afferma che tra tutti gli abitanti della Terra ha scelto Simon per concedergli un desiderio e lo trasforma così nel suo eroe, Superior, con tutti i poteri del personaggio.
Dopo un iniziale sconforto, con l'aiuto del suo amico, Simon impara a destreggiarsi e a controllare i propri poteri come Superior diventando un vero e proprio supereroe. In poco tempo, grazie al suo aiuto in situazioni senza speranza, Simon lavora con il Presidente degli Stati Uniti per far cessare la guerra in Iraq, smaltire il nucleare in Russia, impedire che un meteorite distrugga la Mecca. Così facendo diviene famoso in tutto il mondo e comincia a frequentare una giornalista di successo, Madeline Knox, che ha salvato.
Una settimana dall'incredibile trasformazione, Ormon ricompare ma, con terribile shock di Simon, rivela la sua vera natura: egli non è un benefattore ma un demone, che ha offerto a Simon l'ebrezza del desiderio solo per facilitarsi il compito di acquisire la sua anima. Se infatti Simon vuole conservare i poteri di Superior deve vendere la propria anima al diavolo. Ormon se ne va lasciandogli 24 ore di tempo per decidere, trasformandolo di nuovo nel ragazzino malato che era.
Madeline, che lo aveva invitato a cena per farlo parlare e ottenere uno scoop da lui, lo trova normale e, dopo essersi fatta raccontare la storia, decide di aiutarlo a nella sua scelta, portandolo in una clinica in cui un tempo anche lei andava, essendo affetta da leucemia, mostrandogli come anche altri ragazzini sono come lui, ma che nonostante ciò vanno avanti con coraggio senza perdere la voglia di vivere. Simon quindi viene riportato a casa dai suoi (in quella settimana era rimasto in segreto dal suo amico e i suoi avevano pensato fosse stato rapito), mentre Madeline lo copre dicendo alla stampa che Superior è andato su un altro pianeta.
Ormon però non sia arrende a perdere l'anima che gli permetterebbe di ottenere prestigio e, per essere ancora più sicuro che Simon sceglierà di consegnarsi, Ormon recluta Sharpie (il bullo che lo tormentava e umiliato da Superior quando picchiò il suo amico) e lo trasforma in Abraxas, la nemesi di Superior nei fumetti che comincia a distruggere la città. Alla fine, Simon decide di accettare il patto e sconfigge il supercattivo, supportato da Ormon, trasformato in un gigantesco essere anch'esso nemico del supereroe nei film. Tuttavia, Ormon ha fatto male i suoi calcoli: ha donato a Simon tutti i poteri di Superior, compresa l'immortalità, quindi non potrà mai reclamare la sua anima. Per il suo fallimento, Ormon è trascinato all'Inferno per essere punito per l'eternità mentre il suo accordo con Simon è infranto. Il ragazzo torna alla sua forma normale ma finalmente felice e in pace con se stesso mentre Superior è ritenuto morto in battaglia e celebrato come eroe.

## Personaggi
- Simon Pooni: ragazzo di dodici anni affetto da sclerosi multipla che un giorno riceve i poteri dell'eroe Superior, protagonista di film e fumetti.
- Ormon: scimmia parlante proveniente dallo spazio che esaudisce il desiderio di Simon di essere Superior. In realtà è un diavolo che vuole l'anima di Simon.
- Madeline Knox: giornalista spregiudicata che vuole intervistare Superior. Una volta che scopre il segreto dell'eroe decide di aiutarlo ad affrontare Ormon, trovando redenzione.
- Sharpie: un bullo che tormenta Simon e il suo amico Chris e che in seguito all'umiliazione subita da Superior stringe un patto con Ormon per vendicarsi di lui.
- Chris: il miglior amico di Simon a cui confida di essere diventato Superior e con cui mette alla prova i suoi poteri.

## Pubblicazioni
| Titolo             | Data           | Soggetto e sceneggiatura | Disegni           | Colori                       | Copertina         | Prima edizione italiana              | Data italiana |
| ------------------ | -------------- | ------------------------ | ----------------- | ---------------------------- | ----------------- | ------------------------------------ | ------------- |
| Superior           | Ottobre 2010   | Mark Millar              | Leinil Francis Yu | Dave McCaig                  | Leinil Francis Yu | Panini Comics Mix 30 (Panini Comics) | Maggio 2012   |
| Superior           | Novembre 2010  | Mark Millar              | Leinil Francis Yu | Sunny Gho                    | Leinil Francis Yu | Panini Comics Mix 30 (Panini Comics) | Maggio 2012   |
| Superior           | Dicembre 2010  | Mark Millar              | Leinil Francis Yu | Sunny Gho e Javier Tartaglia | Leinil Francis Yu | Panini Comics Mix 31 (Panini Comics) | Giugno 2012   |
| Superior           | Gennaio 2011   | Mark Millar              | Leinil Francis Yu | Sunny Gho e Javier Tartaglia | Leinil Francis Yu | Panini Comics Mix 31 (Panini Comics) | Giugno 2012   |
| Superior           | Ottobre 2011   | Mark Millar              | Leinil Francis Yu | Sunny Gho                    | Leinil Francis Yu | Panini Comics Mix 32 (Panini Comics) | Luglio 2012   |
| Superior           | Ottobre 2011   | Mark Millar              | Leinil Francis Yu | Javier Tartaglia             | Leinil Francis Yu | Panini Comics Mix 32 (Panini Comics) | Luglio 2012   |
| Superior           | Gennaio 2012   | Mark Millar              | Leinil Francis Yu | Sunny Gho                    | Leinil Francis Yu | Panini Comics Mix 33 (Panini Comics) | Agosto 2012   |
| Superior: Symptoms | Settembre 2017 | Simon James              | Alex Aguilar      | Abigail Bulmer               | Rob Doyle         | Inedito                              | n/a           |

## Altri media
Nel film Kick-Ass 2, durante un flash-back del protagonista, si vede un poster di Superior. Nell'aprile 2014 la 20th Century Fox si è assicurata i diritti per la realizzazione di un lungometraggio assumendo poi Brandon and Phillip Murphy per scriverne lo script, con Matthew Vaughn  Tarquin Pack come produttori. Millar ha affermato che gli piacerebbe che Superior venisse interpretato da John Cena, lodandone il tempismo comico.